# Uncial 064
Uncial 064 (numeração de Gregory-Aland), ε 10 (von Soden), é um manuscrito uncial grego do Novo Testamento. A paleografia data o codex para o século 6.

## Descoberta
Codex contém o texto de Mateus 25:15 até Marcos 5:20, em 16 folhas de pergaminho (28 x 21 cm). O texto está escrito com duas colunas por página, contendo 25 linhas cada. Ele é um palimpsesto, o texto superior escrito na língua siríaca.
O texto grego desse códice é um representante do Texto-tipo Bizantino. Aland colocou-o na Categoria V.
Actualmente acha-se no Mosteiro Ortodoxo de Santa Catarina (Sinai Harris 10) em Monte Sinai, Vernadsky Biblioteca Nacional da Ucrânia  (Petrov 17) em Kiev, e Biblioteca Nacional Russa (Gr. 276) em São Petersburgo.

## Literatura
- Caspar R. Gregory, Textkritik des Neuen Testamentes III (Leipzig 1909), pp. 1363-1368.
- Kurt Treu, Remarks on some Uncial Fragments of the Greek NT, in Studia evangelica III, T & U 88 (Berlin, 1964), pp. 111-112.